# Féticheur

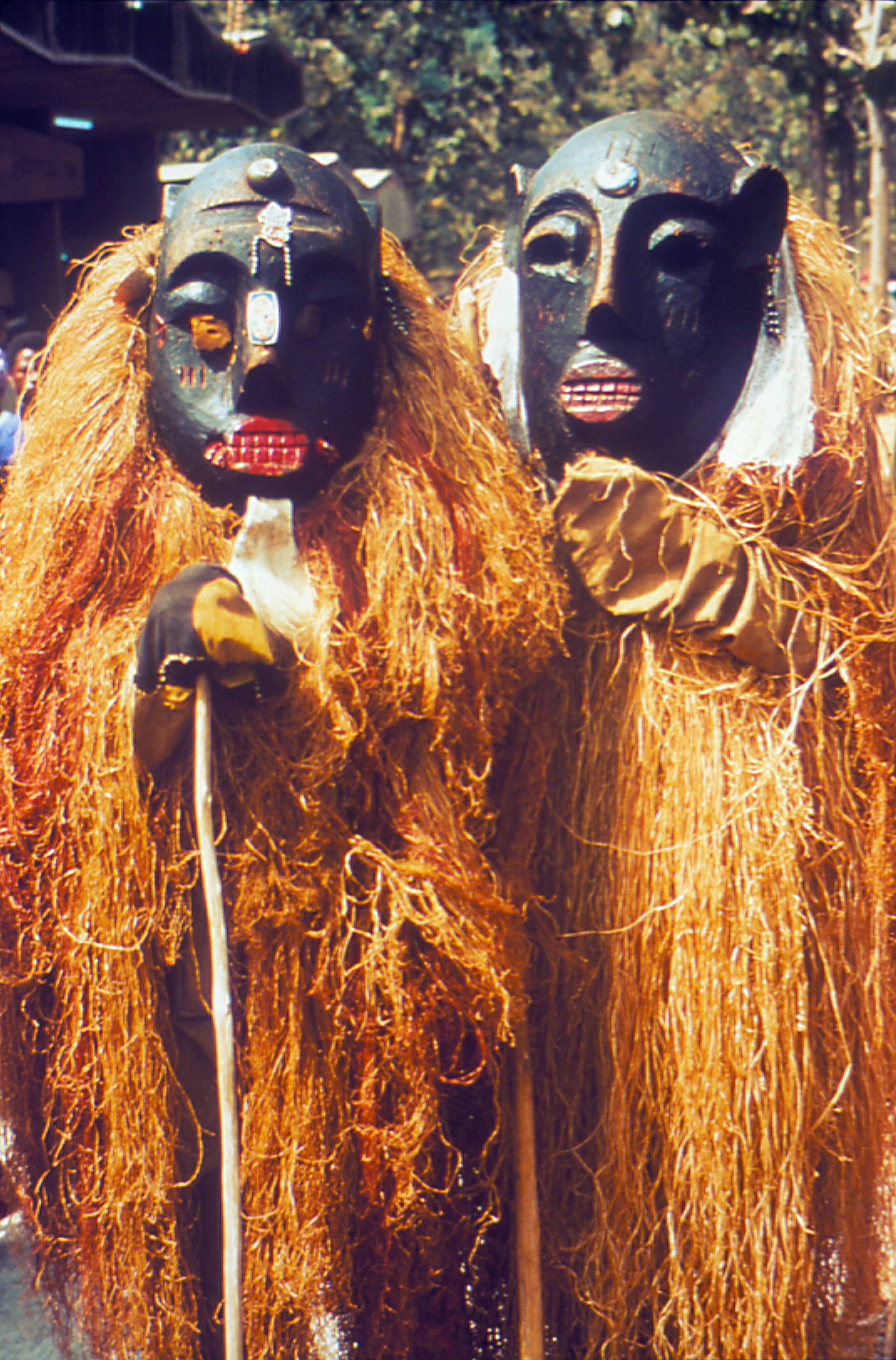
Deux sorciers de Lassa au Nigeria

Un féticheur aussi appelé chaman, sorcier ou sorcier-docteur (de l'anglais witch-doctor) est à l'origine un type de guérisseur qui traite les maladies considérées comme causées par la sorcellerie. Le terme est désormais plus couramment utilisé pour désigner les praticiens de médecine non-conventionnelle, en particulier dans les régions qui recourent à la médecine traditionnelle plutôt qu'à la médecine fondée sur les faits.

## Sens originel du terme
Dans son sens originel, les sorciers ne sont pas exactement des sorciers eux-mêmes, mais plutôt des personnes qui disposent de remèdes pour protéger les autres contre la sorcellerie.
Les conditions induites par la sorcellerie sont leur domaine d'expertise

## En Europe

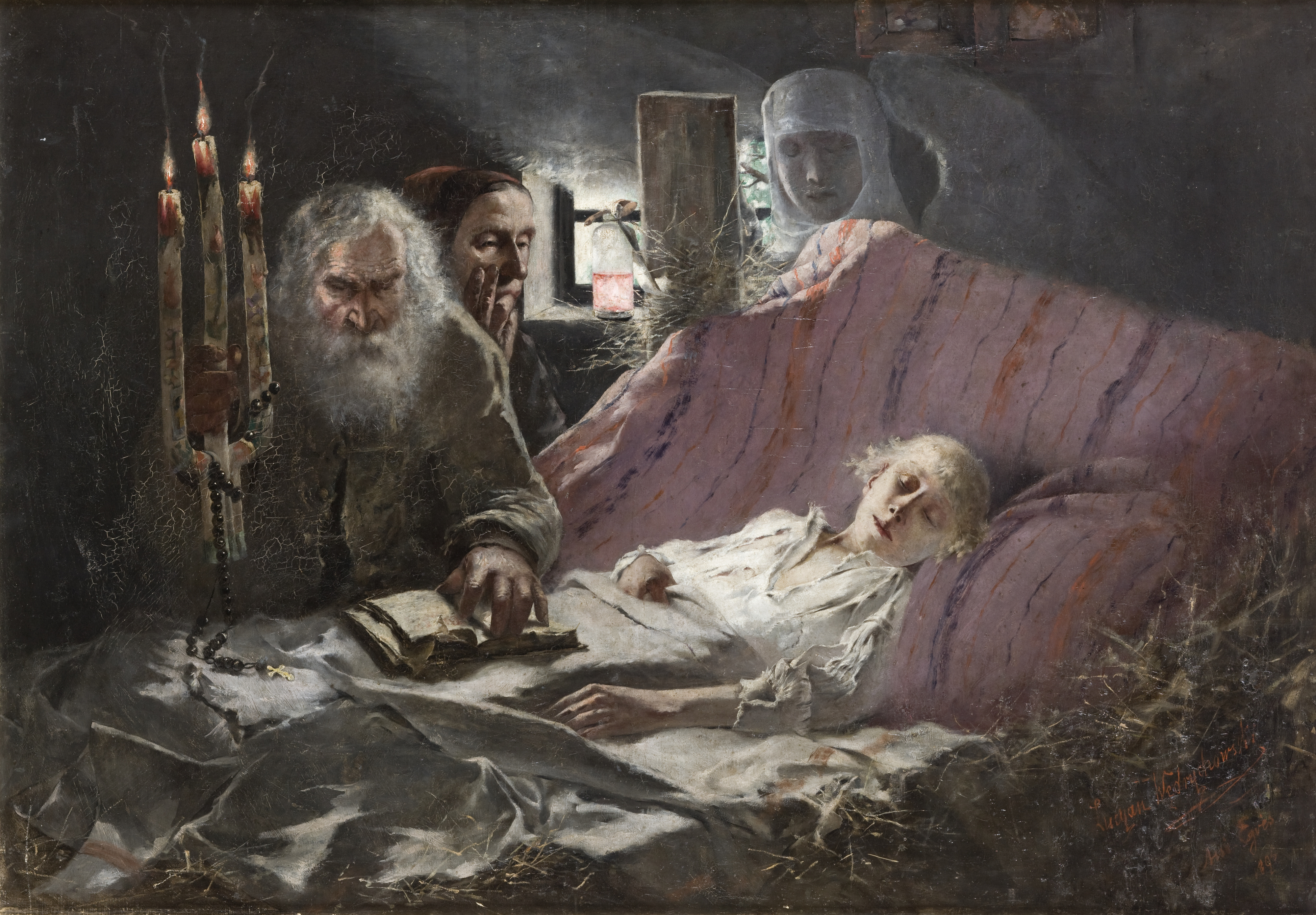
Znachor, sorcier slave, tableau de Lucjan Wędrychowski de 1895.

L'Oxford English Dictionary déclare que la première mention de l'utilisation de ce terme remonte à 1718, dans l'ouvrage de Francis Hutchinson, An Historical Essay about Witchcraft, with Observations on Matters of Fact ; Tending to Clear the Texts of the Sacred Scriptures, and Confute the Vulgar Errors about that Point. Hutchinson utilise l'expression dans un chapitre défendant un prisonnier accusé de sorcellerie, en affirmant que le « docteur-sorcier » lui-même est celui qui utilise la sorcellerie :
Ladite Dorothy Durent, ayant été chez un sorcier, reconnaît sous serment que, sur son conseil, elle a accroché sa couverture d'enfant dans la cheminée, y a trouvé un crapaud la nuit, l'a mise au feu et l'a tenue mais il faisait un grand et horrible bruit, et brillait comme de la poudre à canon, et explosait comme un pistolet, puis devenait invisible, et par là le prisonnier était brûlé et brûlé lamentablement.
Le livre de Charles Mackay, Extraordinary Popular Delusions and the Madness of Crowds, publié pour la première fois en 1841, atteste de la pratique de la croyance aux sorciers en Angleterre à l'époque.
Dans le nord de l’Angleterre, la superstition persiste à un point presque inconcevable. Le Lancashire regorge de sorciers, un ensemble de charlatans, qui prétendent guérir les maladies infligées par le diable. 

## En Afrique

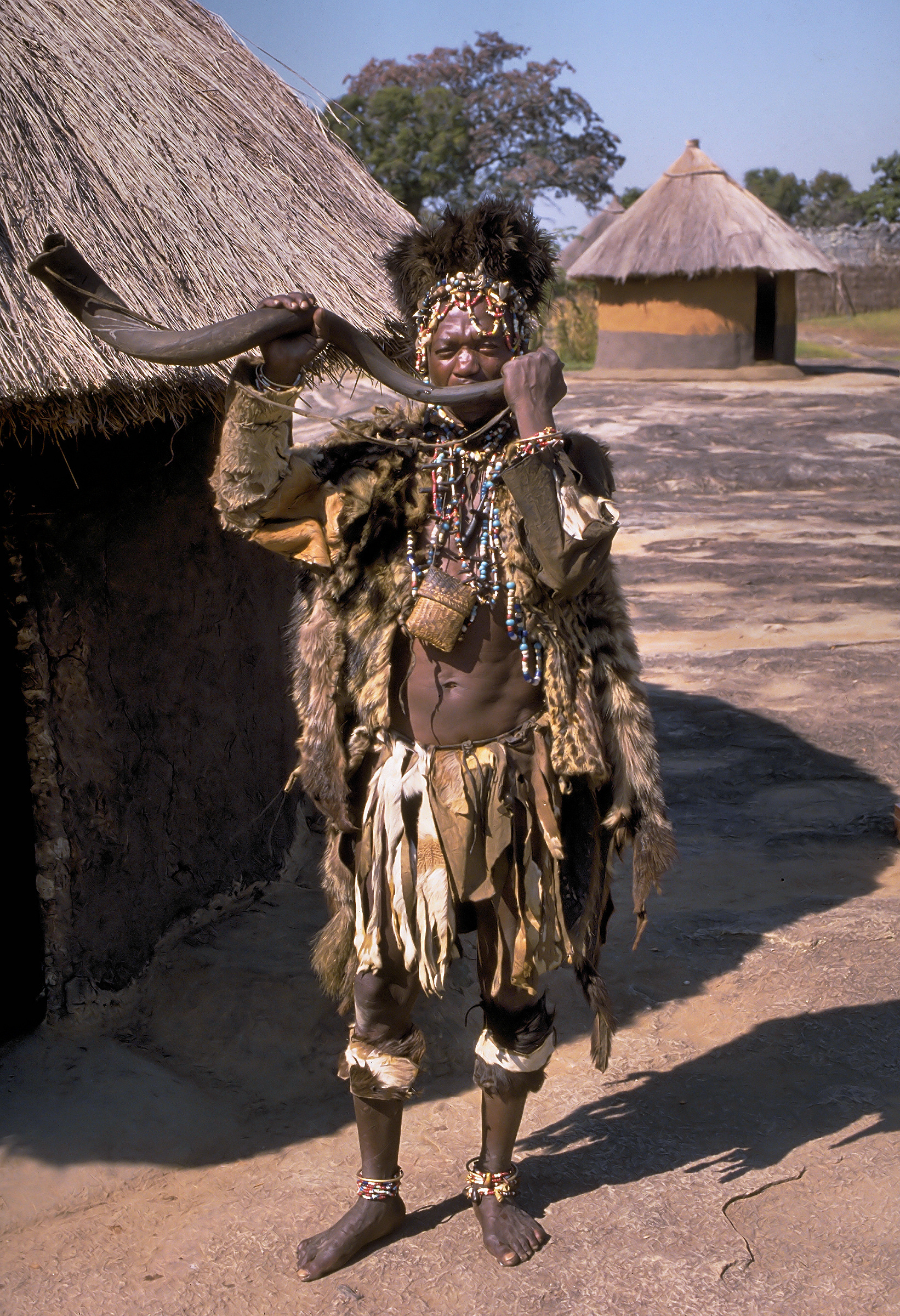
Guérisseur traditionnel Shona, ou n'anga (Zimbabwe).

En Afrique australe, les guérisseurs traditionnels sont connus sous le nom de sangomas. L'Oxford English Dictionary indique que la première utilisation du terme « sorcier » pour désigner les chamans africains (c'est-à-dire les guérisseurs) remonte à 1836 dans un livre de Robert Montgomery Martin.
BBC News rapport, le 12 mars 2015, que plus de 200 sorciers et guérisseurs traditionnels sont arrêtés en Tanzanie dans le cadre d'une campagne de répression contre le meurtre d'albinos. Les meurtres sont motivés par la croyance – avancée par certains sorciers – que les parties du corps ont des propriétés qui confèrent richesse et chance. Le gouvernement interdit les sorciers en janvier 2015 dans le cadre de ses efforts visant à empêcher de nouvelles attaques et enlèvements ciblant les personnes atteintes d'albinisme.

## Au Népal et dans le nord-est de l'Inde

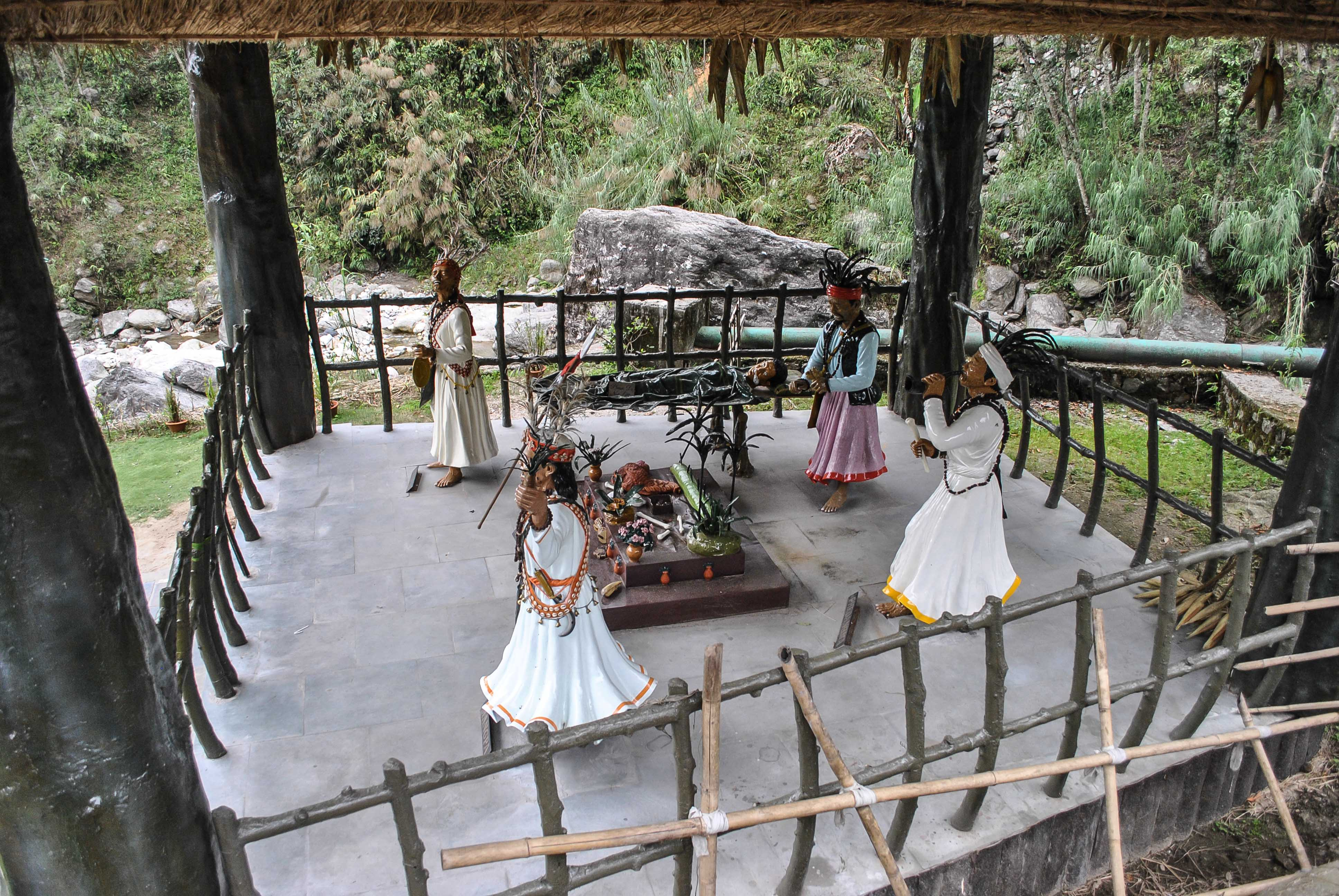
Statues de jhākri aux chutes de Banjhakri et au parc énergétique de Gangtok, Sikkim, Inde

Jhākri (népalais : झाक्री  </link>) est le mot népalais pour chaman. Il est parfois réservé spécifiquement aux pratiquants du chamanisme népalais, comme celui pratiqué chez les Tamang et les Magars ; il est également utilisé dans les États indiens du Sikkim et du Bengale occidental, frontaliers du Népal.
Le chamanisme Jhākri est pratiqué parmi de nombreux groupes ethniques du Népal et du nord-est de l'Inde, notamment les Limbu, Rai, Sunwar, Sherpa, Kami, Tamang, Gurung, Magars, Lepcha et Khas. La croyance aux esprits est répandue, d'où aussi la peur de la possession spirituelle. Certains mots vernaculaires pour jhākri sont phedangbo en langue limbu, maangpa ou nakchyong en khambu et boongthing en lepcha.
Les Jhākris accomplissent des rituels lors des mariages, des funérailles et des récoltes. Ils diagnostiquent et guérissent les maladies. Leurs pratiques sont influencées par l'hindouisme, le bouddhisme tibétain, les rites Mun et Bön.
Même aujourd'hui, les groupes ethniques autochtones d'Assam, dans le nord-est de l'Inde (en particulier dans la région de Mayong ainsi que dans d'autres zones rurales) ont des guérisseurs chamaniques qui traitent les maladies en utilisant la sorcellerie ainsi que la sorcellerie et la magie noire pour lesquelles la région était autrefois réputée. Des chamans et des guérisseurs similaires sont répandus parmi les communautés autochtones des zones rurales du nord-est de l’Inde.

## Autre
- Bomoh
- Curandero
- Dukun
- Quimbanda

## Lectures complémentaires
- Maxell, Nicole (1990) Apprenti sorcier. New York : Citadelle Press. (ISBN 0-8065-1174-5) ; (ISBN 978-0-8065-1174-0)